# Otto Dlabola
Otto Dlabola (* 13. prosince 1973 Jaroměř) je bývalý český krasobruslař, závodící ve sportovních dvojicích nejdříve v páru s Veronikou Joukalovou, od roku 1997 potom s Kateřinou Beránkovou.
S Beránkovou startoval na ZOH 1998 a 2002, kde se umístili na patnáctém, resp. osmém místě. Pravidelně závodil na evropských a světových šampionátech, nejlepšího výsledku dosáhli s Beránkovou na ME 2002 a 2004, kdy skončili pátí.